# Privatni istražitelj
Detektiv (iz lat. detegere = otkriti) ili Privatni detektiv ili Privatni istraživač ili Privatni istražitelj, osoba je koja prikuplja dokaze ili informacije.